# Zonosaurus boettgeri
Zonosaurus boettgeri is een hagedis uit de familie schildhagedissen (Gerrhosauridae).

## Naam
De soort werd voor het eerst wetenschappelijk beschreven door Franz Steindachner in 1891. De wetenschappelijke soortaanduiding boettgeri is gekozen ter ere van de Duitse herpetoloog Oskar Boettger (1844 - 1910).

## Uiterlijke kenmerken
Zonosaurus boettgeri bereikt een lichaamslengte tot ongeveer 50 centimeter inclusief de staart. De soort is ovipaar en plant zich voort door middel van eieren.

## Verspreiding en habitat
De soort komt voor in delen van Afrika en leeft endemisch in Madagaskar. De hagedis is bekend uit het het noorden van het eiland uit het Lokobereservaat en is ook te vinden in het Nationaal park Masoala en het eiland Nosy Be. De habitat bestaat uit
Het is een zeer zeldzame soort waarvan maar zeven exemplaren en enkele waarnemingen met zekerheid bekend zijn. Door de internationale natuurbeschermingsorganisatie IUCN wordt de soort als kwetsbaar (Vulnerable of VU) beschouwd.